# Řád nezávislosti (Tunisko)
Řád nezávislosti (arabsky: وسام الاستقلال) je tuniské státní vyznamenání založené roku 1956. Jako jediný řád z období monarchie zůstal zachován i po jejím svržení v roce 1957.

## Historie a pravidla udílení
Řád byl založen dne 6. září 1956 tuniským králem Muhammadem VIII. al-Aminem poté, co Tuniské království přestalo být francouzským protektorátem a získalo nezávislost. Udílen byl především za zásluhy o nezávislost Tuniska. V roce 1957 byla tuniská monarchie svržena a monarchistické řády byly zrušeny. Výjimkou byl Řád nezávislosti, který byl zachován a udílen byl i Tuniskou republikou. Status řádu byl změněn zákonem č. 32 ze dne 16. března 1959. Znovu byl reformován zákonem č. 21 ze dne 30. května 1963.
V okamžiku svého založení byl řád udílen v pěti třídách v nichž byl počet žijících členů omezen. V případě nejvyšší třídy byl počet omezen na 100, v druhé třídě na 200, ve třetí třídě na 1000, ve čtvrté třídě na 4000 a počet osob v nejnižší třídě omezen nebyl. Vyznamenání udělená cizincům se do těchto limitů nepočítala. V roce 1959 byla k řádu přidána třída řetězu, která byla určena výhradně pro zahraniční hlavy států.

## Třídy
Řád je udílen v šesti třídách:
- řetěz (od roku 1959)
- velkostuha
- velkodůstojník
- komtur
- důstojník
- rytíř

## Insignie
Řádový odznak má tvar červeně smaltované deseticípé hvězdy. Hvězda je položena na větší zlaté hvězdě. Uprostřed je kulatý červeně smaltovaný medailon se zlatým lemováním. Uprostřed je nápis v arabštině znamenající nezávislost.
Řádová hvězda je podobná řádovému odznaku, je však větší.
Původně byla stuha bílá se třemi úzkými červenými pruhy uprostřed a s červenými proužky lemujícími oba okraje. Od roku 1959 je stuha červená se dvěma bílými proužky při obou okrajích.